# Peter McNamara
Peter McNamara (ur. 5 lipca 1955 w Melbourne, zm. 20 lipca 2019 w Niemczech) – australijski tenisista, zwycięzca turniejów wielkoszlemowych w grze podwójnej. Na początku lat 80. XX wieku był klasyfikowany w czołówce światowej i debla, i singla, jednak większe sukcesy odniósł w grze podwójnej, szczególnie w parze ze swoim starszym o rok rodakiem Paulem McNamee. Bronił też barw narodowych w Pucharze Davisa.

## Życiorys
McNamara rozpoczął treningi tenisowe stosunkowo późno, w wieku 14 lat, pod kierunkiem Iana Occleshawa. W 1975 znalazł się na czele krajowego rankingu graczy do lat 21. W kolejnych sezonach piął się w górę klasyfikacji, znaczący postęp osiągając w 1979, kiedy to przebił się do czołowej pięćdziesiątki na świecie, zarówno w zestawieniu Association of Tennis Professionals, jak i rankingu cyklu Grand Prix. Awans ten zawdzięczał przede wszystkim wygranej w turnieju Grand Prix w Brukseli oraz finałowi w Gstaad.
W 1980 McNamara został międzynarodowym mistrzem Belgii, a w Australian Open, rozgrywanym w tych latach na kortach trawiastych i w terminie grudniowym, doszedł do półfinału ulegając dopiero późniejszemu zwycięzcy Brianowi Teacherowi. W kolejnym sezonie wygrał międzynarodowe mistrzostwa Niemiec w Hamburgu (w finale z Connorsem) i halowy turniej w Melbourne (w finale z Gerulaitisem), a w Wielkim Szlemie zanotował ćwierćfinały na Wimbledonie (uległ Borgowi) i w Australian Open (przegrał z Markiem Edmondsonem); dało mu to 10. miejsce w klasyfikacji ATP i 16. w Grand Prix, a wśród najlepiej zarabiających graczy sezonu uplasował się na 8. miejscu. W 1982 McNamara nie wygrał żadnej imprezy w grze pojedynczej, ale pięciokrotnie dochodził do finałów (w tym w Hamburgu przegrywając z José Higuerasem) oraz był w ćwierćfinale French Open, po zwycięstwach nad amerykańskim specjalistą wolnych nawierzchni Haroldem Solomonem oraz przyszłym mistrzem tego turnieju Ekwadorczykiem Andrésem Gómezem (uległ Argentyńczykowi José Luisowi Clercowi). Powtórzył także półfinał Australian Open, będąc o krok od finału – w półfinale miał piłkę meczową przy stanie 5:3 w piątym secie z obrońcą tytułu Johanem Kriekiem, który ostatecznie wygrał ponownie turniej.
W marcu 1983 Australijczyk wygrał turniej w Brukseli, pokonując w finale Ivana Lendla 6:4, 4:6, 7:6. Awansował wówczas na 7. miejsce w rankingu ATP, najwyższe w karierze, ale zaledwie kilka dni później kontuzja kolana załamała jego karierę; w Rotterdamie zmuszony był poddać mecz i zniknął z kortów na półtora roku. Nie odzyskał już poprzedniej dyspozycji po powrocie do startów turniejowych jesienią 1984; jedynym znaczącym rezultatem był ćwierćfinał halowej imprezy w Melbourne w październiku 1985. Ostatni raz w grze pojedynczej McNamara wystąpił w Australian Open 1987 (przeniesionym już wówczas na termin styczniowy), przegrywając w I rundzie z Amerykaninem Scottem Davisem w pięciu setach.
Jeszcze bogatszą kartę sukcesów McNamara zapisał jako deblista. Może pochwalić się 19 wygranymi turniejami, w tym trzema wielkoszlemowymi, oraz 10 finałami (dwa w Wielkim Szlemie). Już w 1975 grał po raz pierwszy w finale, mając w Sydney za partnera rodaka Chrisa Kachela. Największe sukcesy McNamara odniósł jednak z innym Australijczykiem, Paulem McNamee, również pochodzącym z Melbourne. W 1979 wygrali wspólnie pięć imprez, w tym Australian Open. Turniej ten, chociaż wciąż wielkoszlemowy, przeżywał w tym okresie kryzys znaczenia i często był omijany w kalendarzach startów największych gwiazd tenisa, co często wykorzystywali reprezentanci gospodarzy; szczególnie dotyczyło to gry podwójnej. W latach 1979–1980 finały męskiego debla Australian Open miały wyłącznie australijski charakter; w 1979 McNamara i McNamee pokonali Cliffa Letchera i Paula Kronka 7:6, 6:2, by rok później ulec Kimowi Warwickowi i Markowi Edmondsonowi.
Do finału Australian Open 1980 McNamara i McNamee przystąpili jako aktualni mistrzowie Wimbledonu, latem tegoż roku triumfowali bowiem w Londynie po serii zwycięstw nad wybitnymi parami – w ćwierćfinale Raulem Ramirezem i Brianem Gottfriedem, w półfinale nad Johnem McEnroe i Peterem Flemingiem, wreszcie w finale nad Robertem Lutzem i Stanem Smithem (7:6, 6:3, 6:7, 6:4). Australijczycy byli też w półfinale US Open 1980. W 1981 w Wielkim Szlemie grali mniej skutecznie, w Paryżu i Melbourne kończąc starty na ćwierćfinale, w Londynie na półfinale; McNamara próbował też gry w parze ze Szwajcarem Heinzem Günthardtem, z którym doszedł do finału US Open, jednak mecz finałowy oddając walkowerem Johnowi McEnroe i Peterowi Flemingowi z powodu choroby partnera. Z Günthardtem Australijczyk wygrał w 1981 dwa turnieje mniejszej rangi, z McNamee zanotował natomiast trzy wygrane, w tym Masters. Ponadto tytuł halowy w Melbourne zdobył z Paulem Kronkiem.
W 1982 McNamara wygrał turniej w Mediolanie w parze z Günthardtem, natomiast z McNamee triumfował najpierw na kortach ziemnych w Monte Carlo, a latem powtórzył wielki sukces na trawie Wimbledonu, gdzie w finale przeciwnikami australijskiej pary byli Amerykanie Fleming i McEnroe (mecz, na prośbę McEnroe, skrócono do formuły „best-of-three”). W 1983 McNamara i McNamee wygrali wspólnie ostatni turniej, pokonując w finale w Memphis amerykańskich bliźniaków Tima i Toma Gulliksonów; kontuzja McNamary w marcu tegoż roku przerwała udaną współpracę deblową Australijczyków. Po powrocie McNamary na kort grywali nadal razem, dochodząc nawet do dwóch finałów turniejowych (Boston 1985, Sydney 1986), a w 1985 do półfinału Wimbledonu. Sukcesów z początku lat 80. już jednak nie powtórzyli. McNamee był również partnerem McNamary w pożegnalnych występach turniejowych na poziomie zawodowym – w Wielkim Szlemie w czerwcu 1987 na Wimbledonie i w cyklu Grand Prix kilka tygodni później w Gstaad. Najwyżej w rankingu światowym deblistów Australijczyka sklasyfikowano w styczniu 1983 – na 8. miejscu.
Zarobki zawodowe McNamary niewiele przekroczyły milion dolarów, ale należy pamiętać, że w latach 80. były one generalnie dużo niższe niż na początku XXI wieku.
Para McNamara i McNamee prezentowała specyficzny styl gry deblowej. Obaj partnerzy byli praworęczni i dysponowali ważnymi w deblu uderzeniami – serwisem i wolejem, ale w odróżnieniu od wielu rywali sprawiali wrażenie niezgranych, często zderzając się na korcie lub poruszając się w jedną stronę, drugą pozostawiając niepilnowaną; w efekcie często wybierali na korcie rozwiązania niekonwencjonalne. Sympatię widzów zapewniały im nie tylko dobre wyniki i żywiołowa gra, ale i pogodny nastrój, który prezentowali mimo częstych nieporozumień przy rozgrywaniu punktów. Ten nieco rozrywkowy charakter debla zachowali w turniejach weteranów, w których wspólnie uczestniczyli także po 50. roku życia.
W latach 1980–1986 McNamara rozegrał 21 pojedynków w Pucharze Davisa, z czego większość w grze pojedynczej. W ramach tych rozgrywek pokonał m.in. Yannicka Noaha, Matsa Wilandera, Corrado Barazzuttiego. W deblu występował z McNamee i jeden raz z Philem Dentem. Kontuzja wykluczyła go z reprezentacji, która sięgnęła po Puchar Davisa w 1983, ale miał swój udział w triumfie Australii trzy lata później: w meczu pierwszej rundy pokonał w grze pojedynczej Chrisa Lewisa i Kelly’ego Everndena z Nowej Zelandii. Łączny bilans jego pojedynków reprezentacyjnych wynosi 10 zwycięstw przy 11 porażkach, z czego w singlu 9 wygranych i 7 porażek.
Po zakończeniu kariery zawodniczej był trenerem, współpracował m.in. z Markiem Philippoussisem, Grigorem Dimitrowem, Mattem Ebdenem. Ostatnią jego podopieczną była Chinka Wang Qiang (do lutego 2019).
Zmarł na raka prostaty.

## Osiągnięcia wielkoszlemowe
- Australian Open
  - gra podwójna – wygrana 1979, finał 1980 (oba z Paulem McNamee)
- Wimbledon
  - gra podwójna – wygrane 1980, 1982 (oba z Paulem McNamee)
- US Open
  - gra podwójna – finał 1981 (z Heinzem Günthardtem)

## Zwycięstwa turniejowe
- gra pojedyncza
  - 1979 Berlin
  - 1980 Bruksela
  - 1981 Hamburg, Melbourne (hala)
  - 1983 Bruksela
- gra podwójna
  - 1979 Bruksela (z Billy Martinem), Nicea, Kair, Palermo, Sydney, Australian Open (wszystkie z Paulem McNamee)
  - 1980 Houston, Wimbledon, Sydney (wszystkie z Paulem McNamee)
  - 1981 Masters Doubles, Stuttgart (korty ziemne), Sydney (wszystkie z Paulem McNamee), North Conway, Sawgrass Doubles (oba z Heinzem Günthardtem), Melbourne (hala, z Paulem Kronkiem)
  - 1982 Mediolan (z Heinzem Günthardtem), Monte Carlo, Wimbledon (oba z Paulem McNamee)
  - 1983 Memphis (z Paulem McNamee)

## Finały turniejowe
- gra pojedyncza
  - 1979 Gstaad
  - 1980 Melbourne (hala)
  - 1982 Delray Beach, Frankfurt, Hamburg, Wenecja, Tokio (hala)
- gra podwójna
  - 1975 Sydney (z Chrisem Kachelem)
  - 1980 Forest Hills, Australian Open (oba z Paulem McNamee), Bastad (z Johnem Feaverem)
  - 1981 Hamburg (z Paulem McNamee), US Open (z Heinzem Günthardtem)
  - 1982 Houston (z Markiem Edmondsonem), São Paulo (z Ferdi Tayganem)
  - 1985 Boston (z Paulem McNamee)
  - 1986 Sydney (z Paulem McNamee)